# Höhe 646,4 südlich Haid
Das Gebiet Höhe 646,4 südlich Haid ist ein mit Verordnung vom 25. September 1940 nach den §§ 5 und 19 des Reichsnaturschutzgesetzes ausgewiesenes Landschaftsschutzgebiet (LSG-Nummer 4.37.013) im Süden der Stadt Bad Saulgau im baden-württembergischen Landkreis Sigmaringen in Deutschland.

## Lage
Das rund 2,3 Hektar große Landschaftsschutzgebiet „Höhe 646,4 südlich Haid“ gehört naturräumlich zu den Donau-Ablach-Platten. Es liegt etwa 3,3 Kilometer südöstlich der Bad Saulgauer Stadtmitte, südlich des Ortsteils Haid, auf einer Höhe von bis zu 646,4 m ü. NN.